# Ochrolechia
Ochrolechia A. Massal. (ochrost) – rodzaj grzybów z rodziny Ochrolechiaceae. Ze względu na współżycie z glonami zaliczany jest do grupy porostów.

## Systematyka i nazewnictwo
Pozycja w klasyfikacji według Index Fungorum: Ochrolechiaceae, Pertusariales, Ostropomycetidae, Lecanoromycetes, Pezizomycotina, Ascomycota, Fungi.
Synonimy nazwy naukowej: Korkir Adans.
Nazwa polska według W. Fałtynowicza.

## Gatunki występujące w Polsce
- Ochrolechia alboflavescens (Wulfen) Zahlbr[4]. – ochrost białożółtawy
- Ochrolechia androgyna (Hoffm.) Arnold 1885 – ochrost pyszny
- Ochrolechia arborea (Kreyer) Almb. 1949 – ochrost niepozorny
- Ochrolechia frigida (Sw.) Lynge 1928 – ochrost kruchy
- Ochrolechia microstictoides Räsänen 1936 – ochrost proszkowany, otwornica mączysta
- Ochrolechia pallescens (L.) A. Massal. 1853 – ochrost blady
- Ochrolechia parella (L.) A. Massal. 1852 – ochrost gruby
- Ochrolechia subviridis (Høeg) Erichsen 1930 – ochrost zielonkawy
- Ochrolechia tartarea (L.) A. Massal. 1852 – ochrost spękany
- Ochrolechia turneri (Sm.) Hasselrot 1945 – ochrost Turnera
- Ochrolechia upsaliensis (L.) A. Massal. 1852 – ochrost upsalski, ochrost halny

Nazwy naukowe na podstawie Index Fungorum.  Nazwy polskie według W. Fałtynowicza.